# Village du livre

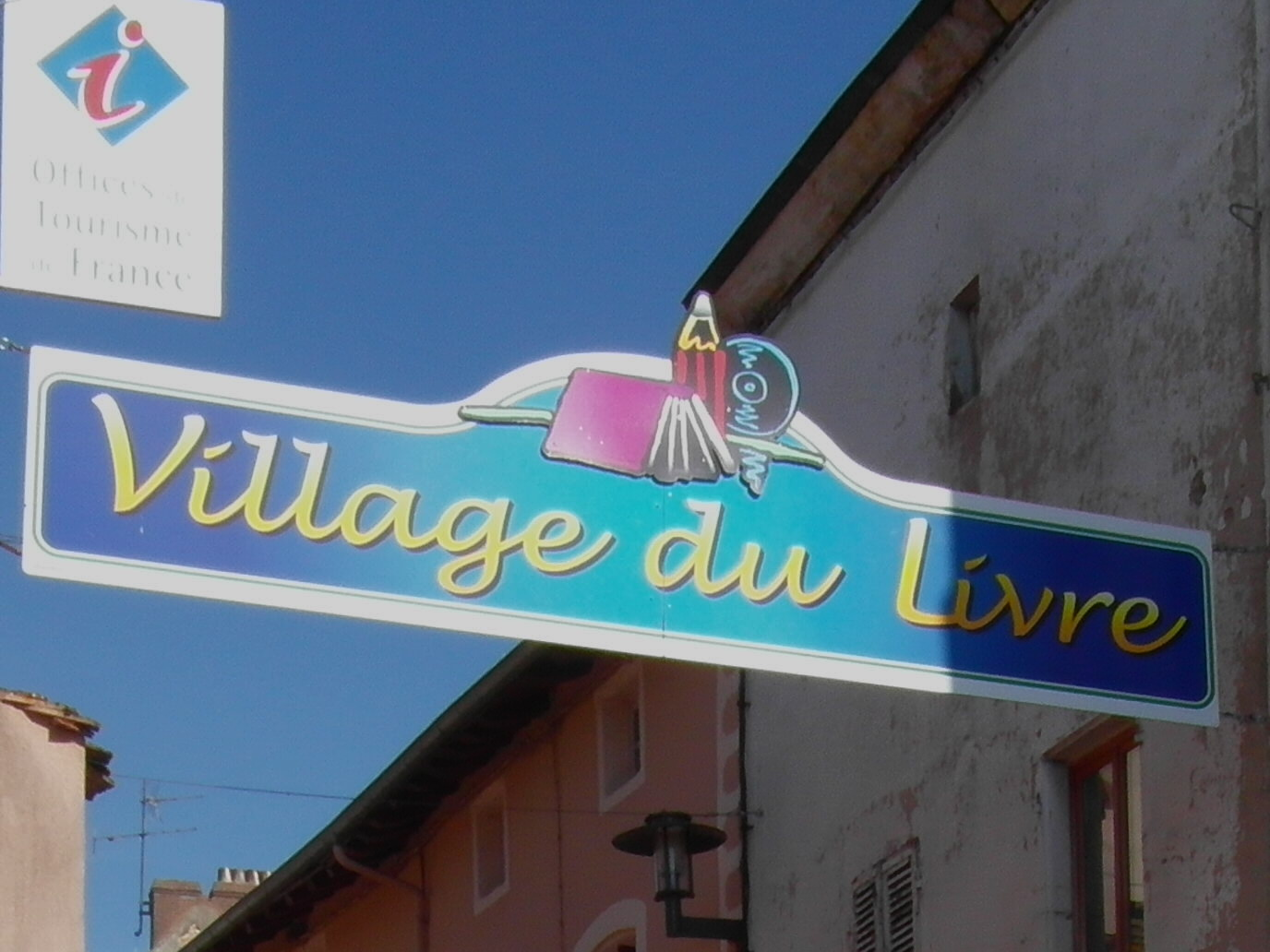
Panneau "village du livre" à Cuisery en France.

En Europe, les villages du livre sont des villages ruraux dans lesquels se sont installés des commerces de vente de livres d'occasion et d'artisanat relatif au livre (reliure, calligraphie…). Le premier du genre, dont la réussite a servi de modèle aux autres, est Hay-on-Wye au Royaume-Uni, créé en 1963 par un libraire d'Oxford, Richard Booth. Redu en Belgique fut le premier lancé sur le continent en 1984,. Le premier village du livre créé en France fut Bécherel (Ille-et-Vilaine) en 1987,,.
Ce sont souvent des villages, ou de petites villes, à potentiel touristique important par leur situation, leur histoire ou leurs monuments, mais dont l'activité et la population étaient généralement en déclin avant leur conversion en villages du livre. L'initiative de la création de ces villages est le plus souvent privée, généralement des bouquinistes passionnés, mais est souvent, notamment en France, appuyée par des collectivités locales qui y voient un moyen de revitaliser certaines régions.
Depuis 2012, les 8 villages français se sont regroupés en une fédération : "Fédération des villes, cités et villages du livre en France"

## Liste des villages du livre
| Village du livre                | Pays        | Habitants | Librairies | Création | Remarques |
| ------------------------------- | ----------- | --------- | ---------- | -------- | --- |
| Hay-on-Wye                      | Royaume-Uni | 1 600     | 40         | 1963     | Pays de Galles |
| Redu                            | Belgique    | 500       | 20         | 1984     | |
| Bécherel                        | France      | 650       | 18         | 1987     | Situé à 36 km de Rennes |
| Montolieu                       | France      | 800       | 15         | 1989     | Situé à 18 km de Carcassonne |
| Archer City                     | États-Unis  | 1 800     | 1          | 1990     | initiative individuelle, texas |
| Kembuchi                        | Japon       | 4 000     | nr         | 1991     | village des Albums illustrés |
| Bredevoort                      | Pays-Bas    | 1 600     | 20         | 1992     | |
| Miyagawa (ja)                   | Japon       | 1140      | nr         | 1994     | village du manga |
| Saint-Pierre-de-Clages          | Suisse      | 630       | 12         | 1993     | Source : village du livre.ch |
| Stillwater                      | États-Unis  | 16 000    | 4          | 1994     | Minnesota |
| Fjaerland                       | Norvège     | 300       | 12         | 1996     | En saison seulement |
| Fontenoy-la-Joûte               | France      | 281       | 13         | 1996     | La manifestation est créée en 1994, à l'initiative du frère Serge Bonnet. En 1996 s'installent une dizaine de bouquinistes. Situé à 60 km au sud de Nancy |
| Sidney (Colombie-Britannique)   | Canada      | 11 000    | 9          | 1996     | |
| Dalmellington                   | Royaume-Uni | 1 000     | 0          | 1997     | fin d'activité en 2005, Écosse |
| Damme                           | Belgique    | 11 000    | 10         | 1997     | |
| Langkawi                        | Malaisie    | nr        | nr         | 1997     | Malaysia kampung buku |
| Mühlbeck (de)-Friedersdorf (de) | Allemagne   | 3 000     | 14         | 1997     | 2 villages voisins |
| Sysmä                           | Finlande    | 4 800     | 1          | 1997     | événements organisés |
| Wigtown                         | Royaume-Uni | 1 000     | 30         | 1997     | Écosse |
| Wünsdorf                        | Allemagne   | 6000      | 2          | 1997     | |
| Cuisery                         | France      | 1 600     | 20         | 1999     | SItué à 37 km de Mâcon |
| La Charité-sur-Loire            | France      | 5 500     | 13         | 2000     | Situé à 28 km de Nevers |
| Montmorillon                    | France      | 7 500     | 8          | 2000     | Situé à 53 km de Poitiers |
| Vötikvere                       | Estonie     | 300       | nr         | 2000     | Peu d'informations disponibles |
| Mellösa                         | Suède       | nr        | 4          | 2001     | |
| Nevada gold Cities              | États-Unis  | 15 000    | 23         | 2001     | Nevada City & Grass Valley, Californie |
| Sedbergh                        | Royaume-Uni | 1 500     | 9          | 2001     | Angleterre |
| Book Town Australia             | Australie   | nr        | 20         | 2002     | région southern Highlands |
| Brownville                      | États-Unis  | 150       | 2          | 2002     | Nebraska |
| Urueña                          | Espagne     | 235       | 12         | 2007     | Province de Valladolid |
| Vianden                         | Luxembourg  | 1600      | 0          | 2002     | projet |
| Tvedestrand                     | Norvège     | 6 000     | 20         | 2003     | 4 à 6 librairies hors saison |
| Montereggio                     | Italie      | nr        | 0          | 2004     | festa del libro |
| Langenberg                      | Allemagne   | 16 000    | 9          | 2005     | quartier de Velbert, 87 000 habitants |
| Purgstall an der Erlauf         | Autriche    | 5 000     | 0          | 2005     | projet |
| Rochester                       | États-Unis  | 200 000   | 15         | nr       | traditionnellement ville de livres, NY |
| Ambierle                        | France      | 1 700     | 8          | 2007     | à 93 km de Saint-Étienne |
| Bellprat                        | Espagne     | 87        | 3          | 2008     | (Catalogne) |
| Esquelbecq                      | France      | 2 000     | 8          | 2007     | projet, animations littéraires (bals et cafés littéraires, nuit du livre), marchés aux livres mensuels (59 km de Lille)                                   |
| Sablons                         | France      | 1 300     | 1          | 2017     | Près de Libourne, le plus grand bouquiniste de France, installé sur un ancien site industriel.                                                            |

- Un projet de cité du livre dans la commune de Saint-Viaud dans le département de Loire-Atlantique est en cours[Quand ?][source secondaire souhaitée].